# Кирилявичус, Юозас Ионович
Юозас Ионович Кирилявичус — советский литовский хозяйственный деятель, Герой Социалистического Труда.

## Биография
Родился в 1907 году в Сантакосе.
В 1950—1971 — бригадир колхоза «Тарибу Лиетува» Капсукского района Литовской ССР.
Указом Президиума Верховного Совета СССР от 23 июня 1966 года присвоено звание Героя Социалистического Труда с вручением ордена Ленина и золотой медали «Серп и Молот».
Депутат Верховного Совета Литовской ССР 7-го созыва.
Умер в Капсукском районе после 1986 года.

## Награды и звания
- Герой Социалистического Труда (23.06.1966)
- Орден Ленина (23.06.1966)